# Кинематограф Африки
Кинемато́граф А́фрики — собирательное название для африканских киношкол.
Часто так называют только кино «Чёрной Африки», относя фильмы Северной Африки к «арабскому кино». Также термин включает в себя кино, созданное африканскими эмигрантами за пределами Африки.
До обретения независимости африканскими колониями кинематограф существовал только на севере континента, к примеру, в Египте к 1920-м годам сложилась достаточно мощная киноиндустрия. К югу от Сахары кино снимали только европейцы, используя Африку как декорацию. Первые собственные фильмы появились в «Чёрной Африке» в 1950-е.

## Ключевые даты и фигуры

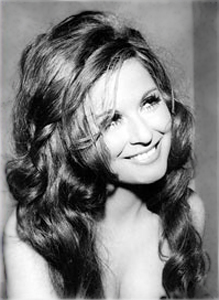
Суад Хосни, одна из самых популярных актрис золотого века Кинематограф Египта

- 1955: Африка-на-Сене / Afrique-sur-Seine (короткометражный фильм; режиссёр — Полен Вьейра, Бенин-Сенегал)
- 1959: Бором Саррет / Borom Sarret (короткометражный фильм; режиссёр — Усман Сембен, Сенегал)
- 1962: Чернокожая / La Noire de… (режиссёр — Усман Сембен, первая полнометражная африканская лента)
- 1968: Cabascabo (режиссёр — Умару Ганда, Нигер; почётный диплом Московского МКФ)
- 1969: первый Фестиваль кино и телевидения стран Африки в Уагадугу (тогда — Верхняя Вольта, теперь — Буркина-Фасо), проходит в нечётные годы, в чётные вместо него действует МКФ в Карфагене, Тунис
- 1970: О, солнце / Soleil O (режиссёр — Мед Ондо, Мавритания; премия Золотой леопард на МКФ в Локарно)
- 1972: Sambizanga (режиссёр — Сара Мальдорор, по роману Луандино Виейры, Ангола-Народная Республика Конго; премия Золотая Танит на МКФ в Карфагене)
- 1973: Туки-Буки/ Touki Bouki (полнометражный игровой фильм на языке волоф, режиссёр — Джибрил Диоп Мамбети, Сенегал; диплом и премия ФИПРЕССИ Московского МКФ)
- 1975: Хроника огненных лет / Chronique des années de braise (режиссёр — Мохаммед Лахдар-Хамина, Алжир; Золотая пальмовая ветвь Каннского МКФ)
- 1975: Письмо из моей деревни / Kaddu Beykat (режиссёр — Сафи Фай, Сенегал, первая женщина-режиссёр Чёрной Африки, снявшая фильм, имевший успех в прокате; премия Международной федерации кинокритиков ФИПРЕССИ)
- 1983: Наверное, боги сошли с ума / Les Dieux sont tombés sur la tête (Джеми Эйс, ЮАР-Ботсвана; рекордная посещаемость во Франции — продано около 6 млн билетов)
- 1983: Дар Божий/ Wend Kuuni (режиссёр — Гастон Каборе, Буркина Фасо; премия Сезар за лучший фильм на французском языке, 1985)
- 1986: Sarraounia (историческая драма, режиссёр — Мед Ондо; первая премия Фестиваля в Уагадугу)
- 1987: Свет / Yeelen (режиссёр — Сулейман Сиссе, Мали; специальная премия жюри Каннского фестиваля)
- 1988: Bal Poussière (первая африканская кинокомедия, режиссёр — Анри Дюпарк, Кот-д’Ивуар; премия МКФ в Фор-де-Франс и Фестиваля комедийного кино в Шанрусе)
- 1990: Tilaï (режиссёр — Идрисса Уэдраого, Буркина-Фасо; Главная премия Каннского МКФ)
- 1993: Квартал Моцарта / Quartier Mozart (режиссёр — Жан-Пьер Беколо, Камерун; премия Британского киноинститута)
- 1995: Тиран/ Guimba (режиссёр — Шейк Умар Сисоко, Мали; специальная премия жюри МКФ в Локарно, премия за полнометражный фильм Фестиваля африканского кино в Милане, первая премия Фестиваля в Уагадугу)
- 1999: Сара Мальдорор, или Ностальгия по утопии / Sarah Maldoror ou la nostalgie de l’utopie (режиссёр — Анна-Лора Фолли, Того; премия за лучший документальный фильм Фестиваля в Уагадугу)
- 2002: В ожидании счастья/ Heremakono (режиссёр — Абдеррахман Сисако, Мавритания; премия France Culture и ФИПРЕССИ на Каннском МКФ, главная премия 18-го Фестиваля африканского кино и телевидения в Уагадугу, премия за лучший фильм на Буэнос-Айресском международном фестивале независимого кино)
- 2006: Цоци/ Tsotsi (режиссёр — Гэвин Худ, ЮАР; премия Оскар, номинация на премию BAFTA, премия Золотой глобус)
- 2006: Бамако/ Bamako (режиссёр — Абдеррахман Сисако; Кинопремия Совета Европы FACE)
- 2007: Эзра/ Ezra (режиссёр — Ньютон Адуака, Нигерия; премия Золотой единорог на МКФ в Амьене, премия Национального института языков и цивилизаций Востока, Франция, премия «Серебряная Альгамбра» на МКФ в Гранаде, первая премия фестиваля в Уагадугу)
- 2010: Кричащий человек/Un homme qui crie n’est pas un ours qui danse (режиссёр — Махамат Салех Харун, Чад; специальная премия жюри Каннского МКФ)

Африканский кинематограф считают одной из новых мировых киношкол.

## Наиболее развитые киношколы
- Кинематограф Алжира
- Кинематограф Буркина Фасо
- Кинематограф Египта
- Кинематограф Нигерии
- Кинематограф ЮАР

## Режиссёры
- Салах Абу-Сейф (Египет)
- Хайле Герима (Эфиопия)
- Марк Дорнфорд-Мей (ЮАР)
- Гастон Каборе (Буркина-Фасо)
- Даниэль Камва (Камерун)
- Мохаммед Лахдар-Хамина (Алжир)
- Сара Мальдорор (Ангола)
- Изу Оджикву (Нигерия)
- Фалаба Исса Траоре (Мали)
- Идрисса Уэдраого (Буркина-Фасо)
- Бешара Хайри (Египет)
- Юсеф Ханин (Египет)
- Джейми Эйс (ЮАР)

## Актёры
- Фоад Аль-Мохандесс (Египет)
- Салах Зульфикар (Египет)
- Акошуа Бусиа (Гана)
- Ахмед Заки (Египет)
- Абдельхалим Хафез (Египет)
- Суад Хосни (Египет)
- Азиза Амир (Египет)
- Омар Шариф (Египет)
- Залика Сулей (Нигер)

## Фильмы
- Наверное, боги сошли с ума (ЮАР, Ботсвана)
- Кармен из Каелитши (ЮАР)
- Плачь, любимая страна (ЮАР)
- Хроника огненных лет (Алжир)
- Кто убил капитана Алекса? (Уганда)

## Африканские кинофестивали
- Фестиваль кино и телевидения стран Африки в Уагадугу, Буркина Фасо
- Фестиваль «Карфаген» в Тунисе
- Международный кинофестирваль в Дурбане, ЮАР